# Jurij Vovk
Jurij Bohdanovyč Vovk (in ucraino Юрий Богданович Вовк?; Leopoli, 11 novembre 1988) è uno scacchista ucraino.
Ha ottenuto il titolo di Grande maestro nel 2008 all'età di 20 anni.
Il suo maggiore successo è stata la vittoria nel forte open di Cappelle-la-Grande del 2009, con 7,5 su 9, davanti a 106 Grandi maestri e 76 Maestri internazionali (610 partecipanti).
Il 5º posto al Campionato europeo individuale di scacchi del 2015 gli permette di partecipare alla Coppa del Mondo di Baku, dove supera al primo turno l'americano Ray Robson, nel secondo verrà sconfitto dal cinese Wei Yi.
Altri risultati:
- 2003: =1º a Ternopil'
- 2004: 2º al campionato ucraino under-16
- 2007: vince il campionato ucraino under-20; =1º a Liverpool; 2º a Rochefort
- 2008: 1º a Szombathely; 2º a Leopoli
- 2011: 1º nell'8° Vasylyshyn Memorial Tournament-GM
- 2014: 1º al Festival scacchistico internazionale di Padova

Ha raggiunto il massimo Elo nel luglio 2015, con 2632 punti.